# Candlesby
Candlesby – wieś w Anglii, w Lincolnshire. Leży 48.2 km od Lincoln i 186.3 km od Londynu.
W 1961 roku civil parish liczyła 144 mieszkańców. Candlesby jest wspomniana w Domesday Book (1086) jako Calnodesbi.